# Якубовский, Израиль Семёнович
Изра́иль Семёнович Якубо́вский (26 октября 1924, Черкассы, Черкасский округ, Киевская губерния, Украинская ССР, СССР — 10 апреля 1944,	окрестности деревни Смолицы, Быховский район Могилёвской области, Белорусская ССР, СССР) — советский офицер, Герой Советского Союза (1944, посмертно), участник Великой Отечественной войны в должности командира взвода противотанковых ружей 6-го гвардейского стрелкового полка 2-й гвардейской стрелковой дивизии 56-й армии Северо-Кавказского фронта, гвардии младший лейтенант.

## Биография
Родился 26 октября 1924 года в городе Черкассы в семье рабочего. Еврей. Окончил девять классов средней школы. Работал слесарем на машиностроительном заводе.
В 1942 году призван в ряды Красной Армии Самаркандским райвоенкоматом. В 1943 году окончил Ташкентское пулемётное училище. В боях Великой Отечественной войны с сентября 1943 года. Воевал на Северо-Кавказском фронте.
2 ноября 1943 года 6-й гвардейский стрелковый полк готовился к высадке на берег Керченского полуострова, занятого противником. При высадке десанта гвардии младший лейтенант И. С. Якубовский получил приказ. Его взвод противотанковых ружей и два взвода автоматчиков должны подавить огневые точки врага.
Сильный огонь артиллерии и миномётов не остановил десантников, группа высадилась на берег и захватила плацдарм в районе посёлка Жуковка. В течение всей ночи шел бой за удержание плацдарма. А утром противник сильным огнём остановил продвижение десантников. Едва только кончился обстрел, как гитлеровцы пошли в полный рост на редкие цепи десантников. Но воины не дрогнули и отбили атаку.
Немцы снова пошли в «психическую атаку», которая также как и третья была отбита. А когда немцы пошли в четвертую атаку, бойцы, измученные бессонной ночью и многочасовым боем, начали отходить. Это означало для всех — конец. Тогда поднялся И. С. Якубовский: «Гвардейцы! За Родину! Вперёд!» и с пистолетом в руке пошёл навстречу наступающей цепи. Пример командира ободрил бойцов, они поднялись и пошли за ним. Положение было восстановлено, атака отбита.
10 апреля 1944 года Израиль Семёнович Якубовский погиб в бою под деревней Смолица Быховского района Могилёвской области, где и похоронен.
Указом Президиума Верховного Совета СССР от 16 мая 1944 года за образцовое выполнение боевых заданий командования и проявленные при этом мужество и героизм гвардии младшему лейтенанту Израилю Семёновичу Якубовскому посмертно присвоено звание Героя Советского Союза.

## Награды
- Звание Героя Советского Союза с вручением ордена Ленина и Медали «Золотая Звезда» гвардии младшему лейтенанту Якубовскому Израилю Семёновичу присвоено 16 мая 1944 года.

В наградном листе Якубовского И. С. записано:

«Смелый, отважный, решительно поднявший на борьбу с врагом дрогнувшие ряды подразделения товарищ Якубовский достоин присвоения высокого звания — Героя Советского Союза»

- Медаль «За отвагу» (6 октября 1943 г.)
- медали.

## Память
- Имя Героя носит одна из улиц Самарканда.
- В 2012 году в городе Черкассы (Украина) на площади Славы установлена стела с именами Героев.